# Universidade Federal da Integração Latino-Americana
A Universidade Federal da Integração Latino-Americana (Unila) é uma instituição de ensino superior pública brasileira sediada na cidade de Foz do Iguaçu, Paraná. O presidente Luiz Inácio da Silva propôs a sua criação em 2007, entretanto a universidade foi criada somente no dia 12 de janeiro de 2010 na fronteira entre Brasil, Argentina e Paraguai. Foi a décima terceira universidade inaugurada pelo Governo Lula, e teve sua primeira turma de 200 alunos entre brasileiros, paraguaios, uruguaios e argentinos em agosto de 2010.

## Objetivos
A missão institucional da Unila é a de formar recursos humanos aptos a contribuir com a integração latino-americana, com o desenvolvimento regional e com o intercâmbio cultural, científico e educacional da América Latina, especialmente no Mercado Comum do Sul (Mercosul)
Foi constituída com a vocação para o intercâmbio acadêmico e a cooperação solidária com países integrantes do Mercosul e com os demais países da América Latina. Os cursos oferecidos são em áreas de interesse mútuo dos países da América Latina, sobretudo dos membros do Mercosul, em áreas consideradas estratégicas para o desenvolvimento e a integração regionais.

## Unidades
- Instituto Mercosul de Estudos Avançados (Imea): foi a primeira unidade da Unila. Criado em agosto de 2009 pela Universidade Federal do Paraná,[9] funcionando em Foz do Iguaçu desde 2009, visando adiantar a instalação da UNILA mesmo antes de sua criação oficial ocorrida em 13 de janeiro de 2010.
- Instituto Latino-Americano de Arte, Cultura e História (Ilaach)
  - Centro Interdisciplinar de Letras e Artes
  - Centro Interdisciplinar de Antropologia e História

- Instituto Latino-Americano de Economia, Sociedade e Política (Ilaesp)
  - Centro Interdisciplinar de Economia e Sociedade
  - Centro Interdisciplinar de Integração e Relações Internacionais

- Instituto Latino-Americano de Ciências da Vida e da Natureza (ILACVN)
  - Centro Interdisciplinar de Ciências da Vida
  - Centro Interdisciplinar de Ciências da Natureza

- Instituto Latino-Americano de Tecnologia, Infraestrutura e Território (Ilatit)
  - Centro Interdisciplinar de Território, Arquitetura e Design
  - Centro Interdisciplinar de Tecnologia e Infraestrutura

## Programa de cátedras latino-americanas
Como uma das primeiras atitudes do Instituto Mercosul de Estudos Avançados (Imea), foram criados os programas de cátedras. Cada cátedra tem duração de 12 h/aulas ministrada pelo professor fundador/catedrático e mais 3 horas de estudo com o auxílio de um professor tutor. Cada cátedra leva o nome de uma importante personalidade, que tenha dado importantes contribuições em sua área para a América Latina. A mesma, foi fundada por um importante pesquisador com relevante produção científica na sua área de atuação. Inicialmente com 9 cátedras, hoje a UNILA possui 12 programas, os quais seguem:
- Cátedra Amilcar Herrera: Ciência, Tecnologia, Inovação e Inclusão Social, fundada por Hebe Vessuri, pesquisadora sênior do IVIC (Venezuela).
- Cátedra Celso Furtado: Economia e Desenvolvimento, fundada por Aldo Ferrer, Professor Emérito da Universidad de Buenos Aires (Argentina).
- Cátedra Andrés Bello: Educação Superior Comparada, fundadora Carmen Guadilla, pesquisadora do CENDES da Universidad Central de Venezuela.
- Cátedra Octavio Ianni: Desenvolvimento Rural Sustentável e Segurança Alimentar, fundada por Jacques Chonchol, ex-Diretor do IEHAL (França).
- Cátedra Francisco Bilbao: Integração e Identidade Latino-Americana, fundada por Miguel Rojas Mix, da Cátedra Unesco de Cooperación Cultural.
- Cátedra Josué de Castro: Desenvolvimento Sustentável e Meio Ambiente, fundada por Ignacy do EHESS (França).
- Cátedra Augusto Roa Bastos: Literatura Latino-Americana, fundada por Flávio Loureiro Chaves, Professor Titular aposentado da UFRGS.
- Cátedra Juan Jose Giambiagi: Ciências Físicas e as Novas Fronteiras Tecnológicas, fundada por Celso Pinto de Melo, da Academia Brasileira de Ciências e Presidente da Sociedade. Brasileira de Fisica.
- Cátedra Crodowaldo Pavan: Ciências da Vida: Evolução e Biodiversidade, fundada por Francisco Salzano, da Academia Brasileira de Ciências.
- Cátedra Eugênio de Santa Cruz y Espejo: Saúde Pública na América Latina, fundada por Maria Isabel Rodriguez, ex-Reitora da Universidad de El Salvador e atual Ministra da Saúde de El Salvador.
- Cátedra Bernardo Houssay: Neurociência e Inclusão Social, fundada por Miguel Ângelo Laporta Nicolelis, Co-Diretor do Centro de Neuroengenharia da Universidade Duke (EUA), Diretor Científico do Instituto Internacional de Neurociências de Natal Edmond e Lily Safra.
- Cátedra Embaixador Vinícius de Moraes: Música Popular Brasileira, a ser fundada por Ricardo Cravo Albin, especialista em MPB, fundador e ex-presidente do Museu da Imagem e do Som, no Rio de Janeiro, organizador da exposição, no Palácio do Itamaraty, reunindo cantores, declamadores e artistas ligados à obra de Vinícius.

## Reitores anteriores
- Helgio Trindade de 2010 a 24/07/2013[10]
- Josué Modesto dos Passos Subrinho de 2013 a 13/06/2017
- Gustavo Oliveira Vieira de 13/06/2017 a 30/05/2019